# Кулишки
Кули́шки (кули́жки) — историческая местность (урочище) Москвы в восточной части Белого города.
Историческое место Кулишек является своеобразным архитектурным заповедником. Здесь часто можно видеть экскурсии, в течение многих лет проходят летние практики студентов художественных училищ, снимаются фильмы.
В 2006 году после выхода в свет книги А. Л. Баталова «Церковная археология Москвы. Храмы и приходы Ивановской горки и Кулишек», сотрудницей Москомнаследия Г. И. Науменко была подана заявка на создание охранной зоны "Достопримечательное место «Ивановская горка, Кулишки, Хитровка».
Территория очерчена прекрасно сохранившимися Маросейкой и Покровкой, Покровским и Яузским бульварами, Солянкой и Лубянским проездом. Они соединены переулками, где исторически движение транспорта неактивно. На Покровке и Солянке открыто множество уютных кафе и ресторанчиков. Местность Ивановской горки располагает к неспешным прогулкам и культурному отдыху. Большой перепад высот уникальных холмистых участков с зелёными насаждениями создаёт неповторимый ландшафт, постоянно используемый многими художниками и кинооператорами в своих произведениях.
16 октября 2008 года Историко-культурный экспертный совет (ИКЭС) Москомнаследия рассмотрел заявку местных жителей о придании статуса Объекта культурного наследия ансамблю допожарной и послепожарной застройки Хитровской площади. Решением ИКЭСа от 16.10.2008 (заключение № 16-01-4992/7-(24)-1) район Хитровской площади отнесён к Выявленным объектам культурного наследия «Достопримечательное место „Хитровка“ с окружающей застройкой в составе кварталов № 123, 124, 125, 126, 127» Для окончательного закрепления охранного статуса ожидается Постановление Правительства Москвы.

## Происхождение названия
Обычно происхождение названия объясняют тем, что кулижками называли топкое, болотистое место. Другие исследователи называют кулижками часть леса, оставшуюся после вырубки или пожню между кустами и чапыжником. Сохранившиеся на этой территории церкви — Всех Святых, Рождества Богородицы, Иоанна Предтечи и Трёх Святителей до сих пор сохраняют прозвище «на кулижках».
Так же объясняли название кулишки возможным происхождением от «кульков» или «кошелей». Производство кошелей здесь существовало с давних пор, а кулёк и кошель принимались за одно и то же. Разрушенный большевиками православный храм на Яузской улице — церковь Николы в Кошелях — в своём прозвище сохранял это старинное значение.
Название Кулишки связывают также с топонимом «Куликово поле». Объясняют это соседством, как впервые было предположено в путеводителе по Москве в конце XVIII века, храма-памятника Всех Святых, построенным «по преданию» Дмитрием Донским в память по убиенным в битве с Мамаем на Куликовом поле 8 сентября 1380 года.
Возможно Кулишки существовали прежде Москвы, и назывались сёлами Кучковых. Вырубая лес и осушая местность, здесь разводили сады и возводили постройки.

## Церкви на Кулишках
- Рождества Богородицы на Стрелке в Кулишках под Колоколы
- Всех Святых на Кулишках
- Трёх Святителей (Троицы) в Кулишках
- Церковь Николая Чудотворца в Кошелях
- Церковь Кира и Иоанна раньше называлась — Кира и Иоанна, что в пределе у Пятницы на Кулишках (не сохранилась)
- Московская центральная церковь евангельских христиан-баптистов, ранее — Евангелическо-реформатская (голландская) церковь
- Лютеранская церковь Святых Петра и Павла